# RAlpin
Die RAlpin AG mit Sitz in Olten ist ein Schweizer Transportunternehmen im begleiteten kombinierten Güterverkehr. Sie ist Betreibergesellschaft der «Rollenden Autobahn» (RA, Rola) zwischen Freiburg im Breisgau und Novara, die im Jahr 2001 eingeführt wurde und Ende 2025 eingestellt wird.

## Geschichte
Bereits 1981 nahm die Hupac AG eine Rola-Verbindung zwischen Freiburg im Breisgau und Milano Greco Pirelli auf. Ab Ende der 1980er-Jahre wurden die Bemühungen verstärkt, den alpenquerenden Güterverkehr von der Strasse wieder auf die Schiene zu verlagern. Das Gesetz zur Leistungsabhängigen Schwerverkehrsabgabe (LSVA) wurde 1998 von den Stimmbürgern angenommen, den Zuschlag für den Ausbau und Betrieb der «Rollenden Autobahn» (RA) erhielt daraufhin 1999 die Arbeitsgruppe «RAlpin» – ein Wortspiel aus «RA» und «alpin» – zusammengesetzt aus BLS, SBB und Hupac.
Als Aktiengesellschaft mit Sitz in Bern gegründet wurde das Unternehmen am 4. April 2001, mit der BLS Lötschbergbahn AG, der Hupac SA und der SBB Cargo AG als Aktionäre. Im Laufe des Jahres 2002 beteiligte sich auch die Trenitalia SpA am Aktienkapital.
Die Unternehmensstruktur wurde 2006 überarbeitet, und der Sitz per 1. Juni nach Olten verlegt. Im Dezember 2010 wurde das Aktienkapital erhöht, um mehr in eigene Sachanlagen zu investieren. Dazu wurden 20 Liegewagen (Bcm 51) der SBB übernommen; diese wurden bis 2012 modernisiert und werden als Rola-Begleitwagen eingesetzt. Anfang 2012 konnte auch die eigene Werkstätte in Wangen bei Olten den Betrieb aufnehmen; diese besorgt die Instandhaltung der Radsätze der Niederflur-Tragwagen.
Per Anfang 2011 übernahm RAlpin auch die Rola-Verbindung zwischen Basel (Hafen Kleinhüningen) und Lugano (Güterbahnhof Vedeggio) via Gotthard von der Hupac. Diese Verbindung wurde 2018 eingestellt.
Obwohl der Bund Finanzhilfen leistet, lässt sich die RoLa zwischen Freiburg im Breisgau und Novara nicht gewinnbringend betreiben. Deswegen hat das Unternehmen dem Bund zunächst vorgeschlagen, diese einzig verbliebene Verbindung, trotz der vorhandenen Nachfrage und guter Auslastung von 80 Prozent, Ende 2028 einzustellen. Wegen der zahlreichen und auch kurzfristig angekündigten Bauarbeiten auf dem deutschen Streckenabschnitt konnte das gewünschte Angebot nicht erstellt werden. Dies veranlasste RAlpin in Abstimmung mit dem Bund das Angebot bereits Ende 2025 einzustellen.

## Unternehmen
| BLS AG   | 33,11 % |
| Hupac SA | 33,11 % |
| SBB AG   | 33,11 % |

Der Geschäftszweck der RAlpin ist gemäss Eintrag im Handelsregister «Entwicklung, Betrieb und Vermarktung der rollenden Autobahn im alpenquerenden Verkehr». Im Auftrag des Bundesamts für Verkehr (BAV) ist sie für den Betrieb der Rollenden Autobahn zwischen Freiburg i.Br. und Novara via Lötschberg-Simplon-Achse zuständig. Die einzelnen Leistungen bezieht RAlpin mehrheitlich bei ihren Aktionären.
Die Geschäftsleitung am Hauptsitz in Olten mit den Abteilungen Finanzen, ICT, Technik, Anlagenbewirtschaftung, und Produktionsüberwachung, sowie die Abteilung «Werkstatt Radsätze» in Wangen b. Olten bilden das komplette Unternehmen, und umfassen knapp 25 Mitarbeiter. Weitere 25 Mitarbeiter stellen Partnerunternehmen an den Standorten Chiasso (Hupac Intermodal SA), Freiburg i.Br. (SVG Baden eG) und Novara (Fidia SpA).
Die Werkstätte bearbeitet jährlich rund 7000 Radsätze der Niederflur-Tragwagen, die jeweils bei Hupac angemietet sind. Traktionsleistungen werden jeweils bei BLS Cargo respektive SBB Cargo angemietet. Die Zuteilung der Trassen in der Schweiz erfolgt durch die Schweizerische Trassenvergabestelle.

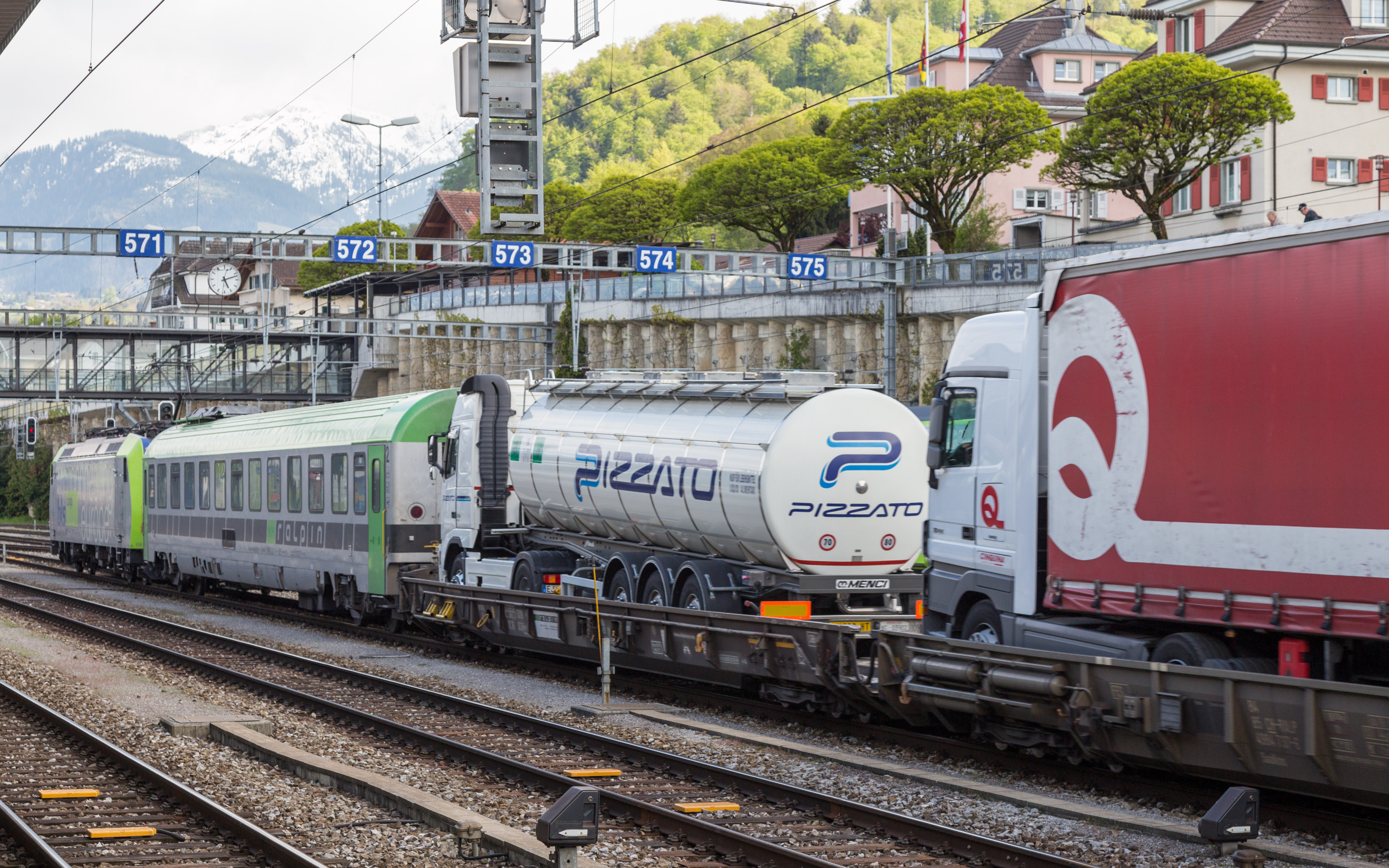
RAlpin Zug in Spiez

Die Relation Freiburg im Breisgau–Novara misst rund 414 Kilometer und wird in rund 10 Stunden überwunden. Befahren wird dabei im Normalbetrieb die Lötschberg-Simplon-Achse, der sogenannte Simplon-Intermodal-Korridor (SIM), der beim Ausbau der Lötschberg-Bergstrecke darauf ausgelegt wurde, um Ladungen mit bis zu 4,0 Metern Eckhöhe verladen zu können. Pro Zug werden jeweils 22 Stellplätze angeboten; im Fahrplanjahr 2019 werden pro Richtung rund 60 Züge wöchentlich angeboten, wobei werktags 11 tägliche Fahrten pro Richtung die Regel sind. Rund 100'000 Lastwagen nutzen das Angebot jährlich.
Die Relation Basel–Lugano misst rund 260 Kilometer und wird in rund 5 Stunden überwunden. Befahren wird dabei die Gotthard-Achse, die nur Ladungen mit bis zu 3,8 Metern Eckhöhe zulässt. Pro Zug werden maximal 26 Stellplätze angeboten; im Fahrplanjahr 2017 wurden pro Richtung 5 Züge wöchentlich angeboten. Zuletzt nutzten jährlich rund 9000 Lastwagen das Angebot. Die Einstellung des Angebots wurde nicht öffentlich kommuniziert.